# Sylwia Bogacka
Sylwia Katarzyna Bogacka (Jelenia Góra, 3 oktober 1981) is een Pools schutter. 
Ze kwam voor Polen uit in Londen op het onderdeel 10 m luchtgeweer. Ze behaalde hier de zilveren medaille achter de Chinese Yi Siling. Een andere Chinese, Yu Dan, behaalde daar de bronzen medaille. Ze deed ook mee aan in 2004 in Athene en 2008 in Peking, maar behaalde daar geen medaille.
Bogacka is sinds 2005 meervoudig Pools kampioen schieten met verschillende pistolen.